# Gömbhalalakúak

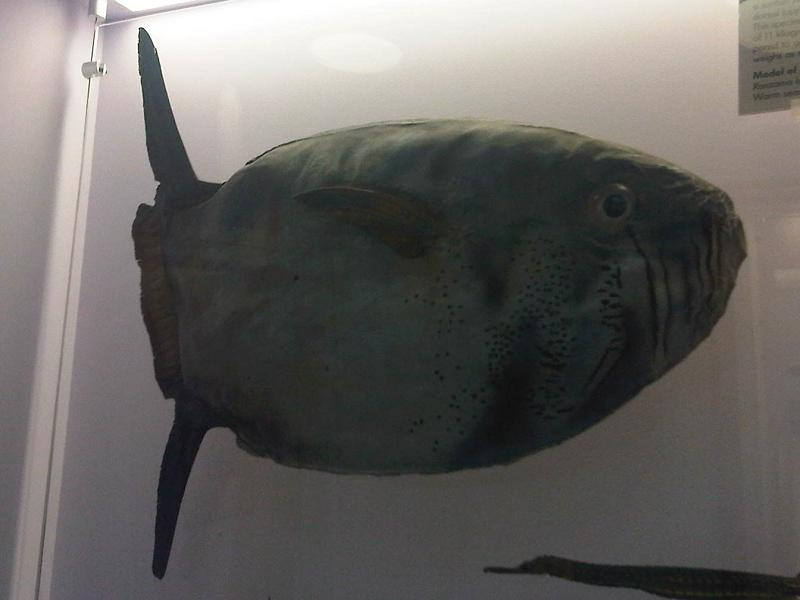
A holdhalfélékhez tartozó Ranzania laevis

A gömbhalalakúak (Tetraodontiformes) a csontos halak (Osteichthyes) főosztályának sugarasúszójú halak (Actinopterygii) osztályába tartozó rend.

## Rendszerezés
A rendbe az alábbi alrendek és családok tartoznak:
- Tetraodontoidei - 7 család
  - Aracanidae
  - Íjhalfélék (Balistidae)
  - Sünhalfélék (Diodontidae)
  - Holdhalfélék (Molidae)
  - Vérteshalfélék (Monacanthidae)
  - Bőröndhalfélék (Ostraciidae)
  - Gömbhalfélék (Tetraodontidae)
  - Triodontidae

- Triacanthoidei - 2 család
  - Háromtüskésfélék (Triacanthidae)
  - Triacanthodidae